# Саґаміхара (Канаґава)
35°34′17″ пн. ш. 139°22′24″ сх. д. / 35.57139° пн. ш. 139.37333° сх. д.
Саґаміха́ра (яп. 相模原市, さがみはらし, МФА: [sagamʲihaɾa ɕi̥]) — місто в Японії, в префектурі Канаґава.

## Короткі відомості
Розташоване в північній частині префектури, на півночі плато Саґаміхара. Місто державного значення. Виникло на основі сільських поселень раннього нового часу. З 1940 року було одним з центрів військово-промислового комплексу Японської імперії. Засноване 1954 року. Складова Токійсько-Йокогомаського промислового району. Основою економіки є харчова і текстильна промисловість, машинобудування, виробництво електротоварів, комерція. Станом на 1 квітня 2009 площа міста становила 328,84 км². Станом на 1 липня 2011 населення міста становило 719 009 осіб.

## Адміністративний поділ
Саґаміхара поділяється на 3 міських районів:
1. Мідорі
2. Мінамі
3. Тюо

## Міста-побратими
- Торонто, Канада, з 1998
- Трейл (Британська Колумбія), Канада, з 1991
- Усі, Китай, з 1985

## Відомі уродженці
- Юкі Цунода, пілот Формули-1